# Max von Sydow

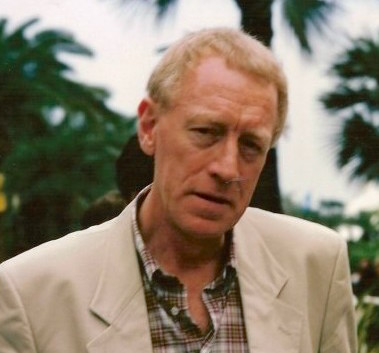
Von Sydow na 43. MFF w Cannes (1990).

Max Carl Adolf von Sydow (ur. 10 kwietnia 1929 w Lund, zm. 8 marca 2020 w Prowansji) – szwedzki aktor filmowy, teatralny i telewizyjny. Zasłynął z ról w kilkunastu filmach wyreżyserowanych przez Ingmara Bergmana, a także w takich hollywoodzkich hitach, jak m.in. Raport mniejszości, Wyspa tajemnic czy Gwiezdne wojny: Przebudzenie Mocy.

## Życiorys

### Wczesne lata
Urodził się w Lund. Jego matką była Maria Margareta von Sydow, z domu baronówna Maria Margareta (Greta) Rappe, a ojcem – etnolog Carl Wilhelm von Sydow, profesor na Uniwersytecie w Lund. W szkole średniej wraz z kilkoma kolegami założył klub teatralny, który zachęcił go do decyzji o przyszłym zawodzie. W 1948 został przyjęty do Królewskiej Akademii Teatralnej w Sztokholmie.

### Kariera
W latach 1948–1951 występował na deskach teatrów z Ingrid Thulin. Jego pierwszą rolą ekranową był Nils w dramacie Alfa Sjöberga Tylko matka (Bara en mor, 1949). Po ukończeniu studiów otrzymał angaż w teatrze w Norrköping i Malmö. Jego praca na planie filmowym Ingmara Bergmana stała się dobrze znana na arenie międzynarodowej, co sprawiło, że zaczął otrzymywać oferty z zagranicy.
Jego światowa kariera rozpoczęła się od kreacji Jezusa w biblijnej superprodukcji hollywoodzkiej Opowieść wszech czasów (The Greatest Story Ever Told, 1965) z udziałem takich sław jak Charlton Heston, Martin Landau, Angela Lansbury, Sidney Poitier, Telly Savalas, Shelley Winters i John Wayne. Od tamtej pory jego kariera obejmuje bardzo różne ekranowe role, takie jak Abner Hale, religijny fundamentalista, który otrzymuje rozkaz udania się na Hawaje jako misjonarz w dramacie Hawaje (Hawaii, 1966) z Julie Andrews, Gene Hackmanem i Richardem Harrisem, cesarz Ming w filmie sci-fi Flash Gordon (1980), król Osric w filmie fantasy Conan Barbarzyńca, artysta Fryderyk w komedii romantycznej Woody’ego Allena Hannah i jej siostry (Hannah and Her Sisters, 1986) z Mią Farrow Dianne Wiest, Johna Turturro i Carrie Fisher, Ernst Stavro Blofeld w nieoficjalnej produkcji o Jamesie Bondzie Nigdy nie mów nigdy (Never Say Never Again, 1983), Sidka w telefilmie biblijnym ABC Samson i Dalila (Samson and Delilah, 1984) u boku Antony’ego Hamiltona, Piotr Apostoł w miniserialu Quo vadis? (1985) z Klausem Marią Brandauerem czy Dawid (król Izraela) w telefilmie biblijnym Salomon (Solomon, 1997) u boku Bena Crossa, Anouk Aimée, Dextera Fletchera i Viviki A. Fox.
Był także narratorem telefilmu biblijnego Opowieści biblijne: Samson i Dalila (Samson and Delilah, 1996) z Elizabeth Hurley.
Za rolę Lassefara w dramacie Pelle zwycięzca (Pelle erobreren, 1987) zdobył nominację do nagrody Nagrody Akademii Filmowej. W 1988 debiutował jako reżyser melodramatu Ved Vejen. W 2012 zdobył kolejną nominację do Oscara w kategorii najlepszy aktor drugoplanowy, za film Strasznie głośno, niesamowicie blisko.

## Życie prywatne
Był żonaty z Christiną Olin (od 1 sierpnia 1951 do 1979), z którą miał dwóch synów: Claesa S. i Henrika. W dniu 30 kwietnia 1997 w Prowansji ożenił się z francuską reżyserką Catherine Brelet, matką dwóch synów – Cédrica i Yvana. Zamieszkali w Paryżu. W 2002, aby otrzymać francuskie obywatelstwo musiał zrzec się szwedzkiego.
Zmarł 8 marca 2020 w wieku blisko 91 lat w swoim domu w Prowansji we Francji.

## Nagrody
- 1982: Nagroda im. Pasinettiego – najlepszy aktor za Lot orła na 39. MFF w Wenecji
- 1988: Europejska Akademia Filmowa – najlepszy europejski aktor roku za film Pelle zwycięzca

## Filmografia

### Filmy fabularne
| Rok  | Tytuł                                                                       | Rola                                          | Reżyser                                                                          |
| ---- | --------------------------------------------------------------------------- | --------------------------------------------- | -------------------------------------------------------------------------------- |
| 1949 | Tylko matka (Bara en mor)                                                   | Nils                                          | Alf Sjöberg                                                                      |
| 1951 | Panna Julia (Fröken Julie)                                                  | parobek                                       | Alf Sjöberg                                                                      |
| 1953 | Ingen mans kvinna                                                           | Olaf                                          | Lars-Eric Kjellgren                                                              |
| 1956 | Rätten att älska                                                            | Bergman                                       | Mimi Pollak                                                                      |
| 1957 | Siódma pieczęć (Det sjunde inseglet)                                        | Antonius Block                                | Ingmar Bergman                                                                   |
| 1957 | Tam, gdzie rosną poziomki (Smultronstället)                                 | Henrik Åkerman                                | Ingmar Bergman                                                                   |
| 1957 | Prästen i Uddarbo                                                           | Gustaf Ömark                                  | Kenne Fant                                                                       |
| 1958 | U progu życia (Nära livet)                                                  | Harry Andersson                               | Ingmar Bergman                                                                   |
| 1958 | Rabies                                                                      | Bo Stensson Svenningson                       | Ingmar Bergman                                                                   |
| 1958 | Twarz (Ansiktet)                                                            | Albert Emanuel Vogler                         | Ingmar Bergman                                                                   |
| 1960 | Źródło (Jungfrukällan)                                                      | Töre                                          | Ingmar Bergman                                                                   |
| 1960 | Dzień weselny (Bröllopsdagen)                                               | Anders Frost                                  | Kenne Fant                                                                       |
| 1961 | Jak w zwierciadle (Såsom i en spegel)                                       | Martin                                        | Ingmar Bergman                                                                   |
| 1962 | Cudowna podróż (Nils Holgerssons underbara resa)                            | ojciec                                        | Kenne Fant                                                                       |
| 1962 | Kochanka (Älskarinnan)                                                      | małżonek                                      | Vilgot Sjöman                                                                    |
| 1963 | Goście Wieczerzy Pańskiej (Nattvardsgästerna)                               | Jonas Persson                                 | Ingmar Bergman                                                                   |
| 1965 | 4x4 – nowela „Uppehåll i myrlandet”                                         | Kvist                                         | Palle Kjærulff-Schmidt, Klaus Rifbjerg, Rolf Clemens, Maunu Kurkvaara Jan Troell |
| 1965 | Opowieść wszech czasów (The Greatest Story Ever Told)                       | Jezus Chrystus                                | George Stevens                                                                   |
| 1965 | The Reward                                                                  | Scott Swenson                                 | Serge Bourguignon                                                                |
| 1966 | Hawaje (Hawaii)                                                             | Reverend Abner Hale                           | George Roy Hill                                                                  |
| 1966 | Misja Quillera (The Quiller Memorandum)                                     | październik                                   | Michael Anderson                                                                 |
| 1966 | Oto twoje życie (Här har du ditt liv)                                       | Smålands-Pelle                                | Jan Troell                                                                       |
| 1968 | Godzina wilka (Vargtimmen)                                                  | Johan Borg                                    | Ingmar Bergman                                                                   |
| 1968 | Czarne korony palm (Svarta palmkronor)                                      | Gustav Olofsson                               | Lars-Magnus Lindgren                                                             |
| 1968 | Hańba (Skammen)                                                             | Jan Rosenberg                                 | Ingmar Bergman                                                                   |
| 1969 | Made in Sweden                                                              | Magnus Rud                                    | Johan Bergenstråhle                                                              |
| 1969 | Namiętności (En passion)                                                    | Andreas Winkelman                             | Ingmar Bergman                                                                   |
| 1970 | List na Kreml (The Kremlin Letter)                                          | pułkownik Kosnov                              | John Huston                                                                      |
| 1971 | Nocny gość (Papegojan)                                                      | Salem                                         | László Benedek                                                                   |
| 1971 | Emigranci (Utvandrarna)                                                     | Karl Oskar Nilsson                            | Jan Troell                                                                       |
| 1971 | Dotyk (Beröringen)                                                          | Andreas Vergerus                              | Ingmar Bergman                                                                   |
| 1971 | Jabłkowa wojna (Äppelkriget)                                                | Roy Lindberg                                  | Tage Danielsson                                                                  |
| 1972 | Ambasada (Embassy)                                                          | Gorenko                                       | Gordon Hessler                                                                   |
| 1972 | Osadnicy (Nybyggarna)                                                       | Karl Oskar                                    | Jan Troell                                                                       |
| 1973 | Egzorcysta (The Exorcist)                                                   | ks. Lankester Merrin                          | William Friedkin                                                                 |
| 1974 | Wilk stepowy (Steppenwolf)                                                  | Harry Haller                                  | Fred Haines                                                                      |
| 1975 | Psie serce (Cuore di cane)                                                  | prof. Filip Filipowicz Preobrażeński          | Alberto Lattuada                                                                 |
| 1975 | Ägget är löst!                                                              | ojciec                                        | Hans Alfredson                                                                   |
| 1975 | Le miroir éclate                                                            | Matthew Lawrence                              | Claude d’Anna                                                                    |
| 1975 | Trzy dni kondora (Three Days of the Condor)                                 | G. Joubert                                    | Sydney Pollack                                                                   |
| 1975 | Ostatni wojownik (The Ultimate Warrior)                                     | Baron                                         | Robert Clouse                                                                    |
| 1976 | Szacowni nieboszczycy (Cadaveri eccellenti)                                 | prezydent trybunału                           | Francesco Rosi                                                                   |
| 1976 | Foxtrot                                                                     | Larsen                                        | Arturo Ripstein                                                                  |
| 1976 | Pustynia Tatarów (Il deserto dei Tartari)                                   | Hortiz                                        | Valerio Zurlini                                                                  |
| 1976 | Przeklęty rejs (Voyage of the Damned)                                       | kapitan Schroeder                             | Stuart Rosenberg                                                                 |
| 1977 | Egzorcysta II: Heretyk (Exorcist II: The Heretic)                           | ks. Lankester Merrin                          | John Boorman                                                                     |
| 1977 | Maszeruj lub giń (March or Die)                                             | François Marneau                              | Dick Richards                                                                    |
| 1977 | Sztuka mięsa (Gran bollito)                                                 | Lisa Carpi / szef policji                     | Mauro Bolognini                                                                  |
| 1978 | Zagubiony transport (Brass Target)                                          | profesjonalny zabójca Shelley / Martin Webber | John Hough                                                                       |
| 1979 | Huragan (Hurricane, TV)                                                     | dr Danielsson                                 | Jan Troell                                                                       |
| 1979 | Niespokojne noce (Bugie bianche)                                            | Marcello Herrighe                             | Stefano Rolla                                                                    |
| 1980 | Śmierć na żywo (La Mort en direct)                                          | Gerald Mortenhoe                              | Bertrand Tavernier                                                               |
| 1980 | Flash Gordon                                                                | cesarz Ming                                   | Mike Hodges                                                                      |
| 1981 | Ucieczka do zwycięstwa (Escape to Victory)                                  | major Karl von Steiner                        | John Huston                                                                      |
| 1982 | Conan Barbarzyńca (Conan the Barbarian)                                     | król Osric                                    | John Milius                                                                      |
| 1982 | Lot orła (Ingenjör Andrées luftfärd)                                        | Salomon August Andrée                         | Jan Troell                                                                       |
| 1982 | Jugando con la muerte                                                       | Colonel O’Donnell                             | José Antonio de la Loma                                                          |
| 1983 | Le Cercle des passions                                                      | Carlo di Vilalfratti                          | Claude d’Anna                                                                    |
| 1983 | The Adventures of Bob & Doug McKenzie: Strange Brew                         | Brewmeister Smith                             | Rick Moranis Dave Thomas                                                         |
| 1983 | Nigdy nie mów nigdy (Never Say Never Again)                                 | Ernst Stavro Blofeld                          | Irvin Kershner                                                                   |
| 1984 | Ucieczka w sen (Dreamscape)                                                 | doktor Paul Novotny                           | Joseph Ruben                                                                     |
| 1984 | Diuna (Dune)                                                                | doktor Kynes                                  | David Lynch                                                                      |
| 1985 | Kryptonim „Szmaragd” (Code Name: Emerald)                                   | Jurgen Brausch                                | Jonathan Sanger                                                                  |
| 1985 | Il pentito                                                                  | Spinola                                       | Pasquale Squitieri                                                               |
| 1986 | Hannah i jej siostry (Hannah and Her Sisters)                               | Frederick                                     | Woody Allen                                                                      |
| 1986 | Drugie zwycięstwo (The Second Victory)                                      | dr Huber                                      | Gerald Thomas                                                                    |
| 1986 | Głodny wilk (Oviri)                                                         | August Strindberg                             | Henning Carlsen                                                                  |
| 1986 | Duet na jeden instrument (Duet for One)                                     | dr Louis Feldman                              | Andriej Konczałowski                                                             |
| 1987 | Pelle zwycięzca (Pelle erobreren)                                           | Lassefar Karlsson, ojciec Pellego             | Bille August                                                                     |
| 1988 | Katinka (Ved vejen)                                                         | –                                             | Max von Sydow                                                                    |
| 1989 | Pogromcy duchów II (Ghostbusters II)                                        | Vigo Carpathian I (głos)                      | Ivan Reitman                                                                     |
| 1989 | Czerwony król, biały rycerz (Red King, White Knight)                        | Szaz                                          | Geoff Murphy                                                                     |
| 1990 | Dr Grasler (Mio caro dottor Gräsler)                                        | Von Schleheim                                 | Roberto Faenza                                                                   |
| 1990 | Cellini: Zapiski awanturnika (Una Vita scellerata)                          | Klemens VII (papież)                          | Giacomo Battiato                                                                 |
| 1990 | Ojciec (Father)                                                             | Joe Mueller                                   | John Power                                                                       |
| 1990 | Przebudzenia (Awakenings)                                                   | dr Peter Ingham                               | Penny Marshall                                                                   |
| 1991 | Pocałunek przed śmiercią (Kiss Before Dying, A)                             | Thor Carlsson                                 | James Dearden                                                                    |
| 1991 | Europa                                                                      | narrator (głos)                               | Lars von Trier                                                                   |
| 1991 | Aż na koniec świata (Bis ans Ende der Welt)                                 | Henry Farber                                  | Wim Wenders                                                                      |
| 1991 | Wół (The Ox)                                                                | wikary                                        | Sven Nykvist                                                                     |
| 1991 | Dobre chęci (Den goda viljan)                                               | Johan Åkerblom, ojciec Anny                   | Bille August                                                                     |
| 1992 | Dotknięcie ręki (The Silent Touch)                                          | Henry Kesdi                                   | Krzysztof Zanussi                                                                |
| 1993 | Morfars resa                                                                | Simon S.L. Fromm                              | Staffan Lamm                                                                     |
| 1993 | Sprzedawca śmierci (Needful Things)                                         | Leland Gaunt                                  | Fraser C. Heston                                                                 |
| 1994 | Time is Money                                                               | Joe Kaufman                                   | Paolo Barzman                                                                    |
| 1995 | Sędzia Dredd (Judge Dredd)                                                  | sędzia Fargo                                  | Danny Cannon                                                                     |
| 1996 | Hamsun                                                                      | Knut Hamsun                                   | Jan Troell                                                                       |
| 1996 | Jerozolima (Jerusalem)                                                      | wikary                                        | Bille August                                                                     |
| 1998 | Między piekłem a niebem (What Dreams May Come)                              | Tracker                                       | Vincent Ward                                                                     |
| 1999 | Cedry pod śniegiem (Snow Falling on Cedars)                                 | Nels Gudmundsson                              | Scott Hicks                                                                      |
| 2001 | Bezsenność (Non ho sonno)                                                   | Ulisse Moretti                                | Dario Argento                                                                    |
| 2001 | Druidzi (Vercingétorix: La légende du druide roi)                           | Guttuart                                      | Jacques Dorfmann                                                                 |
| 2001 | Intacto                                                                     | Samuel                                        | Juan Carlos Fresnadillo                                                          |
| 2002 | Raport mniejszości (Minority Report)                                        | dyrektor Lamar Burgess                        | Steven Spielberg                                                                 |
| 2002 | Kochankowie z Mogadoru (Les amants de Mogador)                              |                                               | Souheil Ben-Barka                                                                |
| 2005 | Heidi                                                                       | dziadek                                       | Paul Marcus                                                                      |
| 2006 | Nowe imperium (L'Inchiesta)                                                 | Tyberiusz                                     | Giulio Base                                                                      |
| 2007 | Godziny szczytu 3 (Rush Hour 3)                                             | Reynard                                       | Brett Ratner                                                                     |
| 2007 | Arytmetyka uczuć (Emotional Arithmetic)                                     | Jakob Bronski                                 | Paolo Barzman                                                                    |
| 2007 | Motyl i skafander (Le Scaphandre Et Le Papillon)                            | Papinou                                       | Julian Schnabel                                                                  |
| 2009 | Solomon Kane: Pogromca zła (Solomon Kane)                                   | Josiah Kane                                   | Michael J. Bassett                                                               |
| 2009 | Oskar i pani Róża (Oscar et la dame rose)                                   | dr Düsseldorf                                 | Eric-Emmanuel Schmitt                                                            |
| 2009 | Człowiek i jego pies (Un Homme et Son Chien)                                | komandor                                      | Francis Huster                                                                   |
| 2010 | Wyspa tajemnic (Shutter Island)                                             | dr Jeremiah Naehring                          | Martin Scorsese                                                                  |
| 2010 | Robin Hood                                                                  | sir Walter Loxley                             | Ridley Scott                                                                     |
| 2010 | Wilkołak (The Wolfman)                                                      | mężczyzna w pociągu ze srebrną laską          | Joe Johnston                                                                     |
| 2011 | Strasznie głośno, niesamowicie blisko (Extremely Loud and Incredibly Close) | osoba wynajmująca mieszkanie                  | Stephen Daldry                                                                   |
| 2012 | Truth & Treason                                                             | Frank Fikeis                                  |                                                                                  |
| 2012 | Branded                                                                     | Joseph Pascal                                 | Jamie Bradshaw, Aleksandr Dulerayn                                               |
| 2013 | Smoki 3D (Dragons 3D)                                                       | dr Alistair Conis                             | Marc Fafard                                                                      |
| 2015 | Listy Matki Teresy (The Letters)                                            | Celeste van Exem                              | William Riead                                                                    |
| 2015 | Gwiezdne wojny: Przebudzenie Mocy (Star Wars: The Force Awakens)            | Lor San Tekka                                 | J.J. Abrams                                                                      |
| 2016 | The First, the Last                                                         | grabarz                                       | Bouli Lanners                                                                    |
| 2018 | Kursk                                                                       | Vladimir Petrenko                             | Thomas Vinterberg                                                                |

### Produkcje telewizyjne
| Rok  | Tytuł                                                               | Rola                                 |
| ---- | ------------------------------------------------------------------- | ------------------------------------ |
| 1957 | Przybycie pana Sleemana (Herr Sleeman kommer)                       | łowca                                |
| 1967 | The Diary of Anne Frank                                             | Otto Frank                           |
| 1984 | Samson i Dalila (Samson and Delilah)                                | Sidka                                |
| 1984 | L′Histoire du soldat                                                | diabeł (głos)                        |
| 1984 | Le Dernier Civil                                                    | Johann Kaspar Bäuerle                |
| 1985 | Kojak                                                               | Peter Barak                          |
| 1985 | The Last Place on Earth                                             | Fridtjof Nansen                      |
| 1985 | Quo Vadis?                                                          | Piotr Apostoł                        |
| 1985 | Krzysztof Kolumb (Christopher Columbus)                             | Jan II Doskonały                     |
| 1986 | Gösta Berlings saga                                                 | Melchior Sinclaire                   |
| 1990 | Hiroszima w ogniu (Hiroshima: Out of the Ashes)                     | ks. Siemes                           |
| 1993 | Och ge oss skuggorna                                                | Eugene O’Neill                       |
| 1993 | Kroniki młodego Indiany Jonesa (The Young Indiana Jones Chronicles) | Sigmund Freud                        |
| 1994 | A che punto è la notte                                              | Archbishop of Turin                  |
| 1994 | Marsz Radeckiego (Radetzkymarsch)                                   | Baron Franz von Trotta / Sipolje     |
| 1994 | Wujaszek Wania (Uncle Vanya)                                        | prof. Serebriakow                    |
| 1995 | Obywatel X (Citizen X)                                              | dr Alexandr Bukhanovsky              |
| 1996 | Samson i Delila (Samson and Delilah)                                | narrator (głos)                      |
| 1996 | Intymne zwierzenia (Enskilda samtal)                                | Jacob                                |
| 1997 | Złowroga głębia (Hostile Waters)                                    | admirał Chernavin                    |
| 1997 | Księżniczka i żebrak (La principessa e il povero)                   | Epos                                 |
| 1997 | Salomon (Solomon)                                                   | Dawid (król Izraela)                 |
| 2000 | Nuremberg                                                           | Samuel Irving Rosenman               |
| 2004 | Hidden Children – Escape of the Innocents                           | Valobra                              |
| 2004 | Pierścień Nibelungów (Ring of the Nibelungs)                        | Eyvind                               |
| 2009 | Dynastia Tudorów (The Tudors)                                       | kardynał Otto Truchsess von Waldburg |
| 2014 | Simpsonowie (The Simpsons)                                          | Claus Sigler (głos)                  |
| 2016 | Gra o tron (Game of Thrones)                                        | Trójoka Wrona                        |

### Gry wideo
| Rok  | Tytuł                             | Rola                |
| ---- | --------------------------------- | ------------------- |
| 2009 | Ghostbusters: The Video Game      | Vigo the Carpathian |
| 2011 | The Elder Scrolls V: Skyrim       | Esbern              |
| 2016 | Lego Star Wars: The Force Awakens | Lor San Tekka       |